# 애들레이드 공항
애들레이드 공항(영어: Adelaide airport, IATA: ADL, ICAO: YPAD)은 애들레이드에 위치한 사우스 오스트레일리아 주 공항이며 오스트레일리아에서 다섯 번째로 혼잡한 공항으로 2010년 6월 말에는 7,102,000명의 승객들이 공항을 이용했다.
1995년에 처음으로 설립된 새로운 국제/국내 터미널은 세계에서 두 번째로 좋은 국제공항 상과 함께 2005년에 개장했다.타이거 항공 오스트레일리아의 두 번째 허브 공항이다.

## 역사
첫 애들레이드 공항은 1921년에 고안된 비행장이였다. 작고 편의한 메일 서비스 시설은 애들레이드에서 시드니까지 사용할 수 있었다. 발달된 항공학을 이루기 위해 패레필트 공항이 1927년에 개발됐다. 1946년 필요로 하는 항공학은 잘못된 길로 새어들어갔고, 지금의 애들레이드 공항은 웨스턴 토론스(현 웨스턴 비치)로 정해졌다. 1954년에 건설이 시작됐다.
1967년 승객들은 활주로에서 탑승을 시작하였고 2006년까지 이어졌다. 국제 서비스는 1982년 국제선 터미널을 건설하면서 일반화됐다. 새로 통합한 국제선과 국네선 터미널은 2005년에 건립되었다.
2006년 10월에 새로운 터미널은 주도 이름을 사용하여 애들레이드 공항이라고 지어졌다. 2007년 3월에 애들레이드 공항이 두바이에서 세계공항 중 2번째로 좋은 국제공항 상을 받았다.
2008년 8월 5일 애들레이드 공항은 타이거 항공 오스트레일리아의 두 번째 허브 공항으로 지정되었다.

## 운항 노선

### 국제선
| 항공사            | 목적지                                                     |
| ----------------- | ---------------------------------------------------------- |
| 말레이시아 항공   | 쿠알라룸푸르                                               |
| 중국남방항공      | 광저우                                                     |
| 싱가포르 항공     | 싱가포르                                                   |
| 에어 뉴질랜드     | 오클랜드 계절편 : 크라이스트처치 - (2025년 10월 27일 취항) |
| 캐세이퍼시픽 항공 | 홍콩                                                       |
| 제트스타 항공     | 덴파사르                                                   |
| 에미레이트 항공   | 두바이                                                     |
| 피지항공          | 피지                                                       |
| 카타르항공        | 도하                                                       |

### 국내선
| 항공사                                         | 목적지                                                                                   |
| ---------------------------------------------- | ---------------------------------------------------------------------------------------- |
| 리저널 익스프레스 항공                         | 브록흔 힐, 킹스코트(캥거루 아일렌드), 시두나, 쿠버 페디, 마운트 갬비어, 포트링컨, 와얄라 |
| 버진 오스트레일리아                            | 퍼스, 캔버라, 브리즈번, 멜버른, 시드니, 골드코스트 계절편 : 브룸                         |
| 샤프 항공                                      | 밀두라, 포트랜드, 포트오거스타, 핼밍턴, 멜버른(아발론)                                   |
| 알린스 항공                                    | 프로랜트 힐, 포트오거스타                                                                |
| 제트스타 항공                                  | 골드코스트, 다윈, 멜버른, 브리즈번, 시드니, 케언스, 퍼스                                 |
| 코밤 항공 서비스 오스트레일리아                | 몸바, 발라                                                                               |
| 콴타스 링크(코밤운영)                          | 칼굴리                                                                                   |
| 콴타스 항공                                    | 다윈, 멜버른, 브리즈번, 시드니, 앨리스 스프링스, 캔버라, 퍼스                            |
| 콴타스 항공(콴타스 링크 - 알린스 에어라인운영) | 올림픽 댐                                                                                |
| 콴타스 항공(콴타스 링크 운영)                  | 멜버른, 포트링컨                                                                         |

### 화물 노선
| 항공사                                    | 목적지           |
| ----------------------------------------- | ---------------- |
| 싱가포르 항공 카고                        | 멜버른, 싱가포르 |
| 오스트레일리아 에어 익스프레스(코밤 운영) | 멜버른, 시드니   |
| 캐세이퍼시픽 항공                         | 멜버른, 홍콩     |
| 톨 피로티                                 | 멜버른           |

## 사진

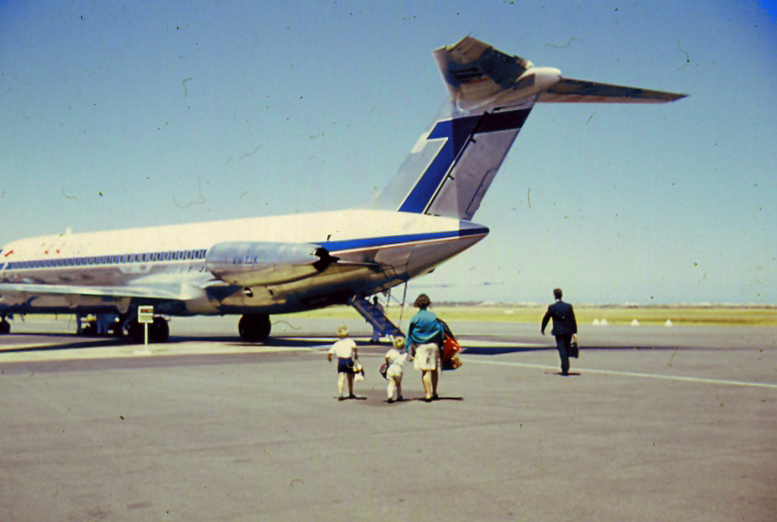
2006년까지 모든 승객은 활주로에서 탑승을 했다.
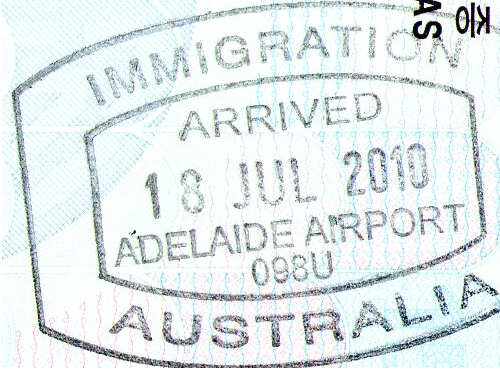
애들레이드 공항의 도장
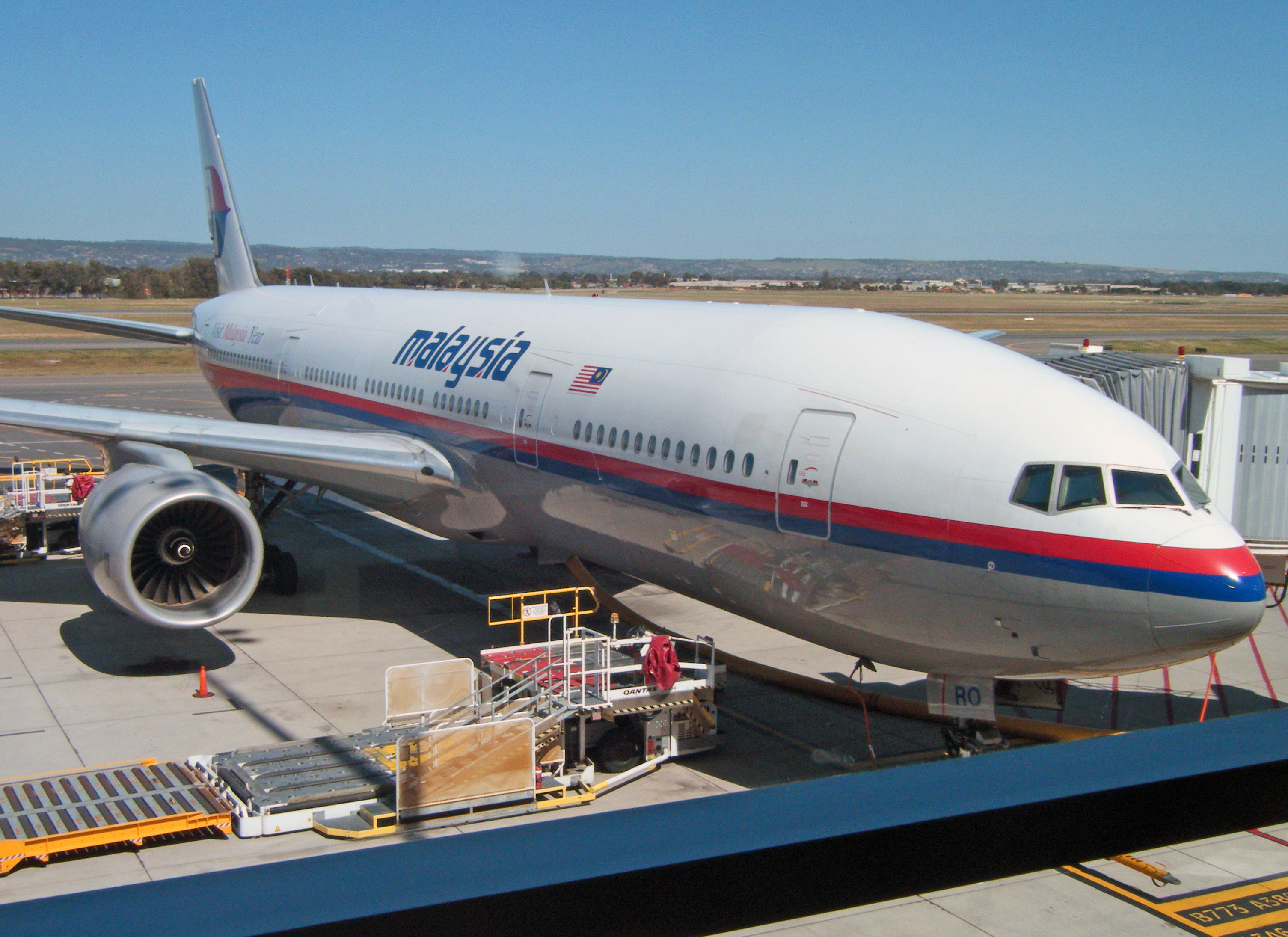
말레이시아 항공 보잉 777 MH138편이 애들레이드를 출발하기 위해 기다리고 있다.
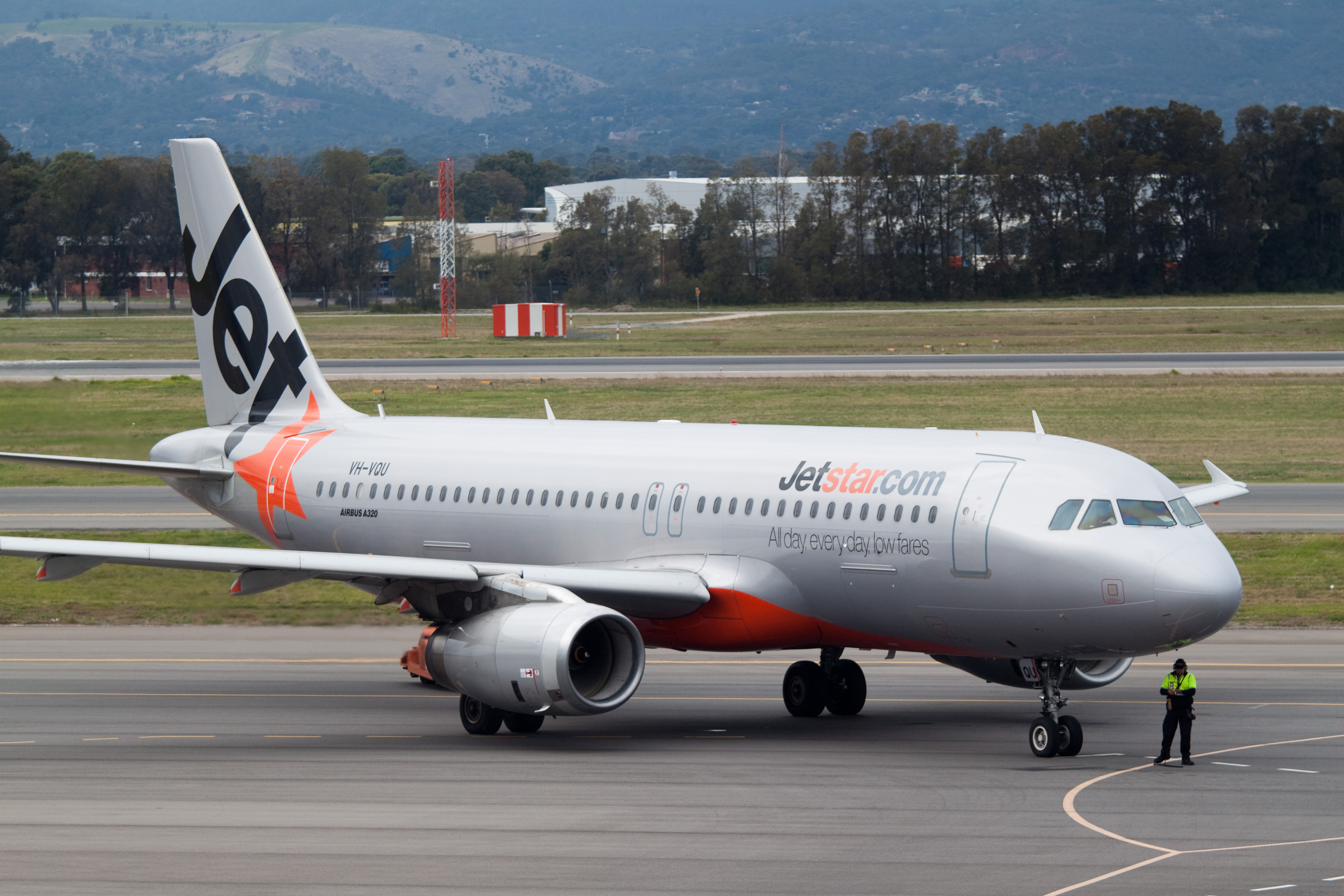
애들레이드 공항에 있는 제트스타 항공
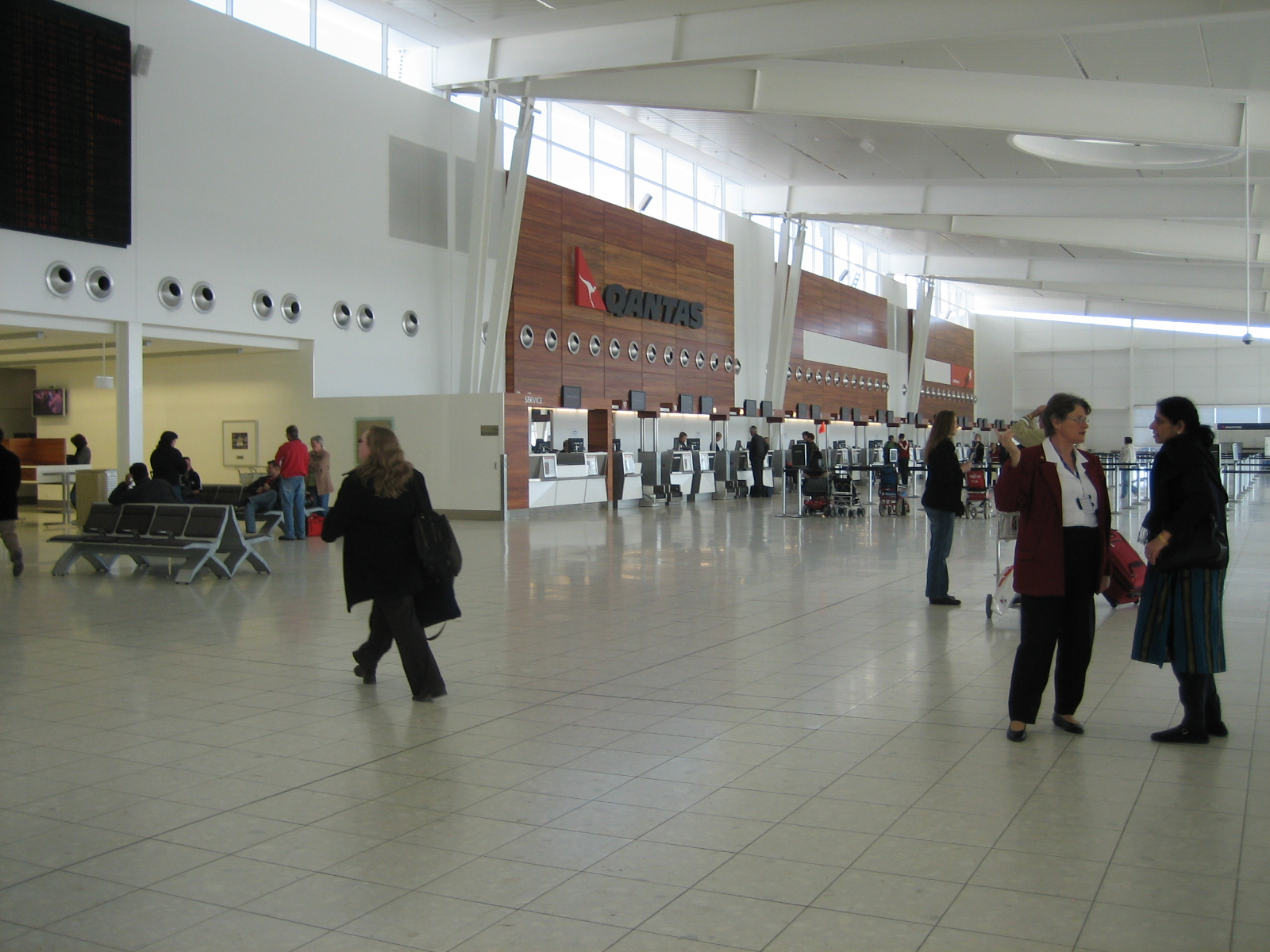
콴타스 체크인 카운터
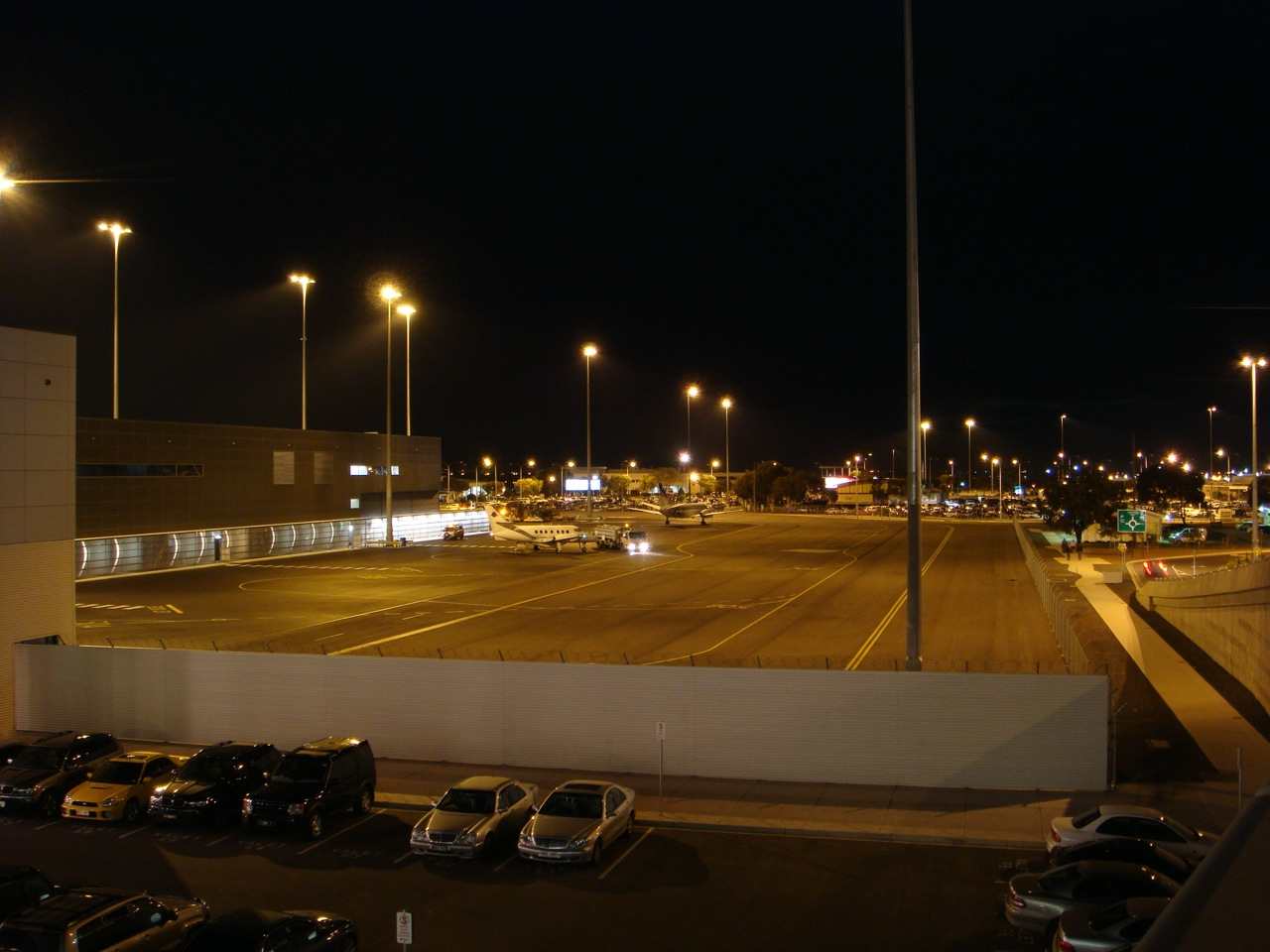
애들레이드 공항의 계류장
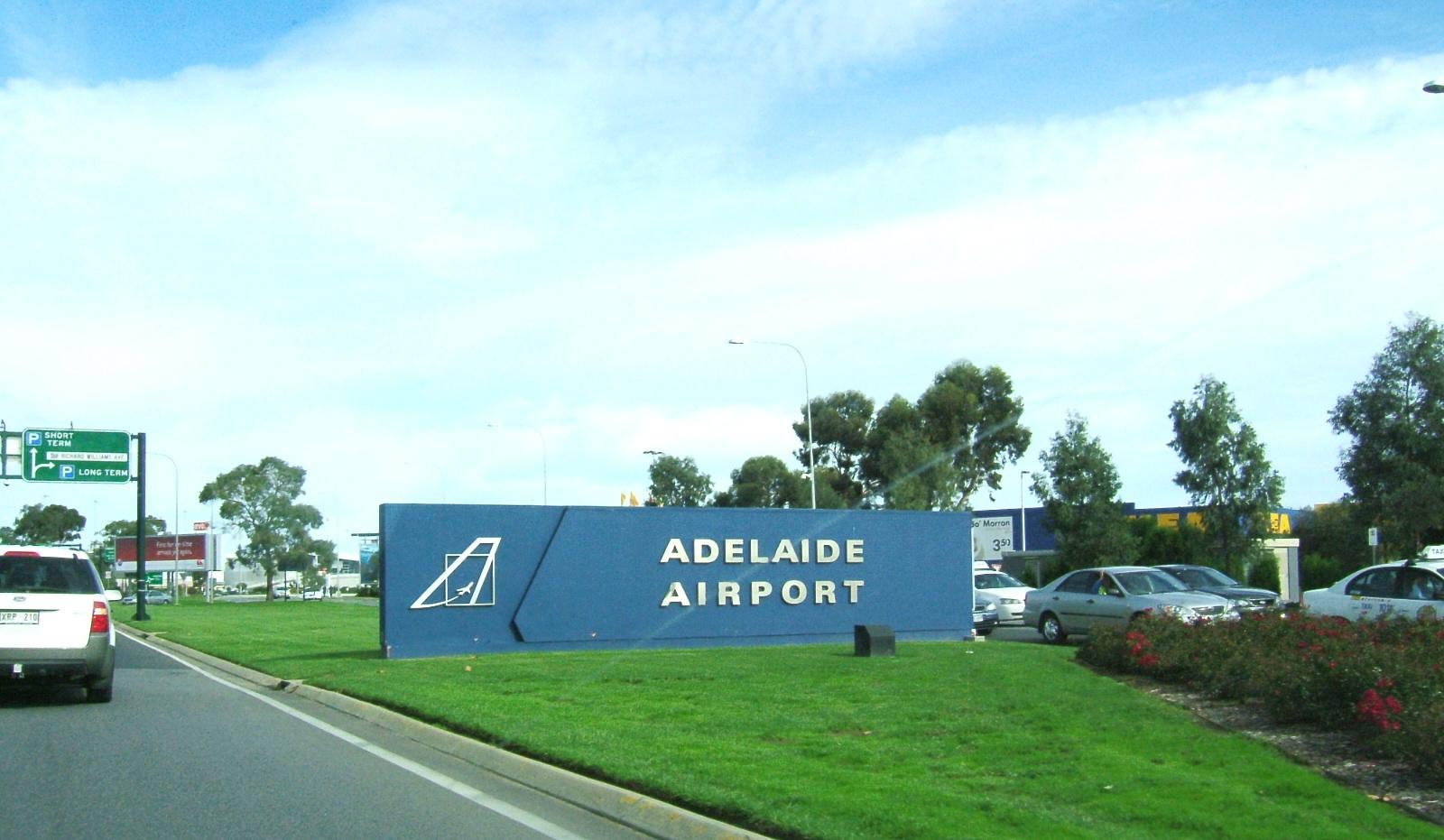
공항 입구
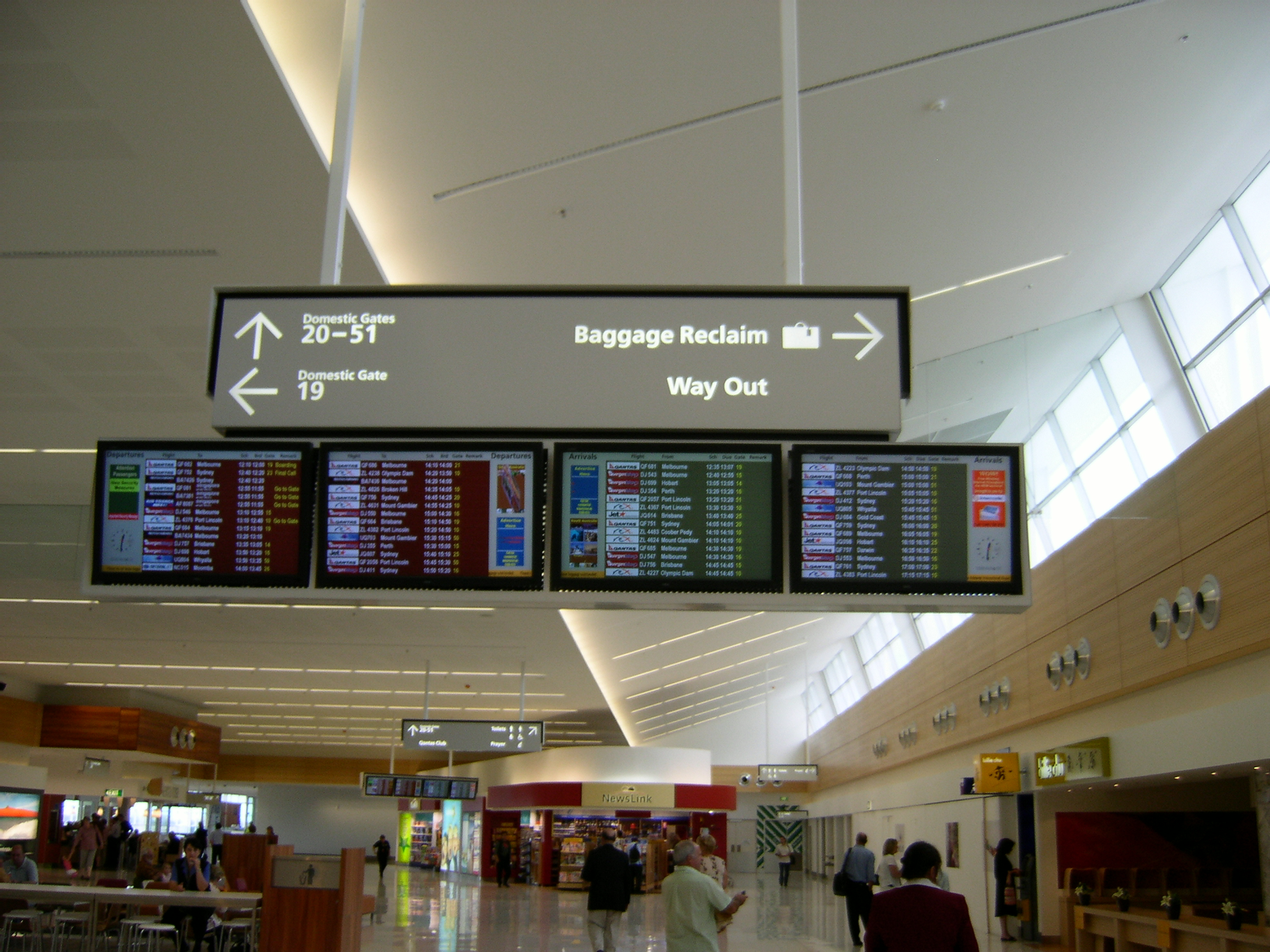
터미널 중앙 홀
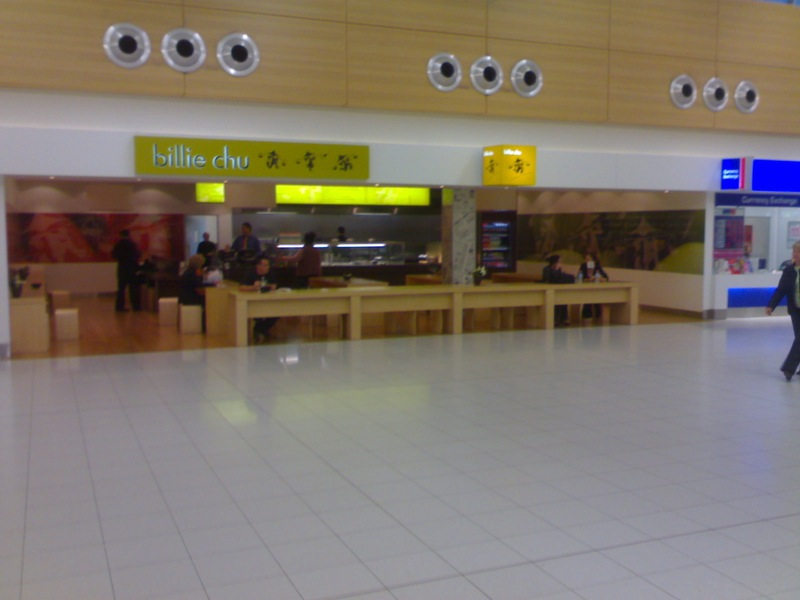
공항 면세점

## 교통
- 버스 정류장: 여객터미널 3층에 정류장 위치

- 애들레이드 메트로 버스 J1번 : 엘리자베스 ↔ 시티 ↔ 애들레이드 공항 ↔ 하버 타운 ↔ 글레네그
- 애들레이드 메트로 버스 J2번 : 그린윗스 ↔ 시티 ↔ 애들레이드 공항 ↔ 하버 타운

- 택시 승차장: 여객터미널 2층에서 탑승가능(출발할시 기본요금 $2.00 추가)
- 주차장

- 단기주차장:터미널 바로옆에 위치, 여객터미널에서 힁단보도로 이용가능
- 장기주차장:터미널과 다소 멀리있음,터미널 밖 셔틀버스 이용가능